# Церква святого Томи (Абамбреш)
Це́рква свято́го Томи́ (порт. Igreja de São Tomé) — католицька церква в Португалії, окрузі Браганса, муніципалітеті Мірандела, парафії Абамбреш. Використовується як храм Брагансько-Мірандської діоцезії. Патрон — святий Тома, на честь якого названа церква. Збудована в XIII столітті. Споруджена в романському стилі. Основним будівельним матеріалом був граніт. Громадська пам'ятка Португалії (1982). Також — Абамбрешська церква святого Томи (порт. Igreja de São Tomé de Abambres), Абамбрешська парафіяльна церква (порт. Igreja Paroquial de Abambres).

## Галерея

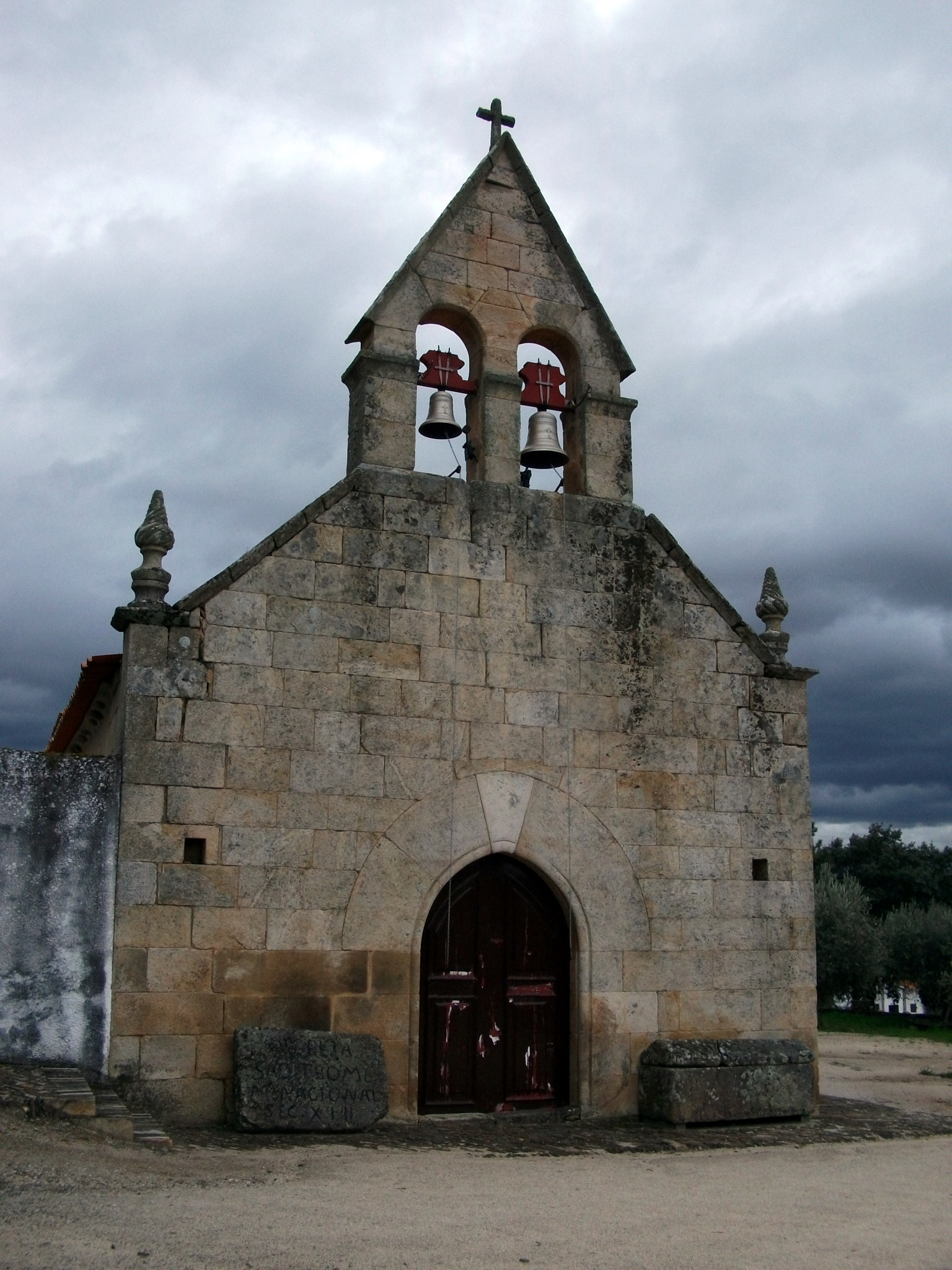
Передня частина
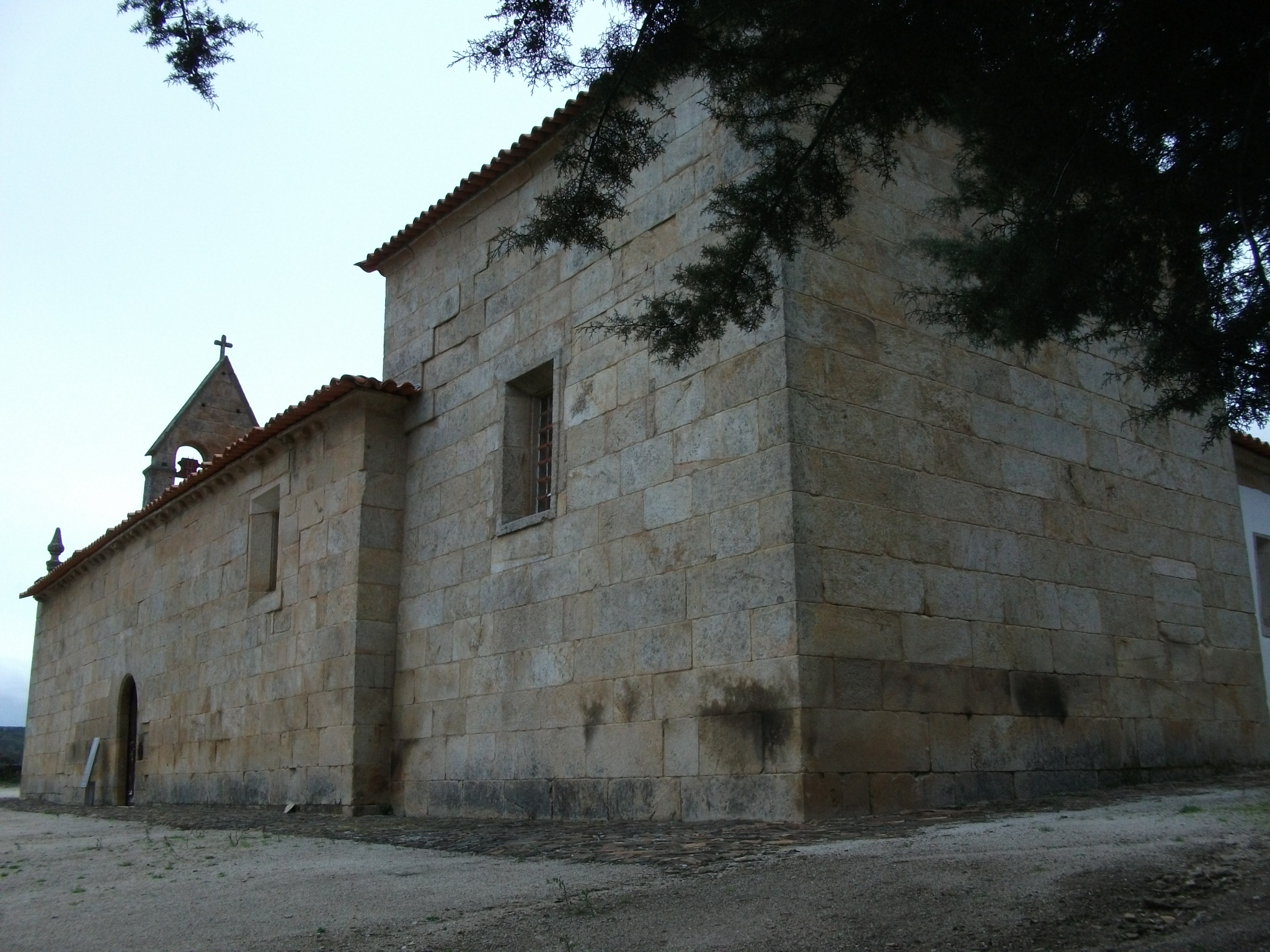
Задня частина
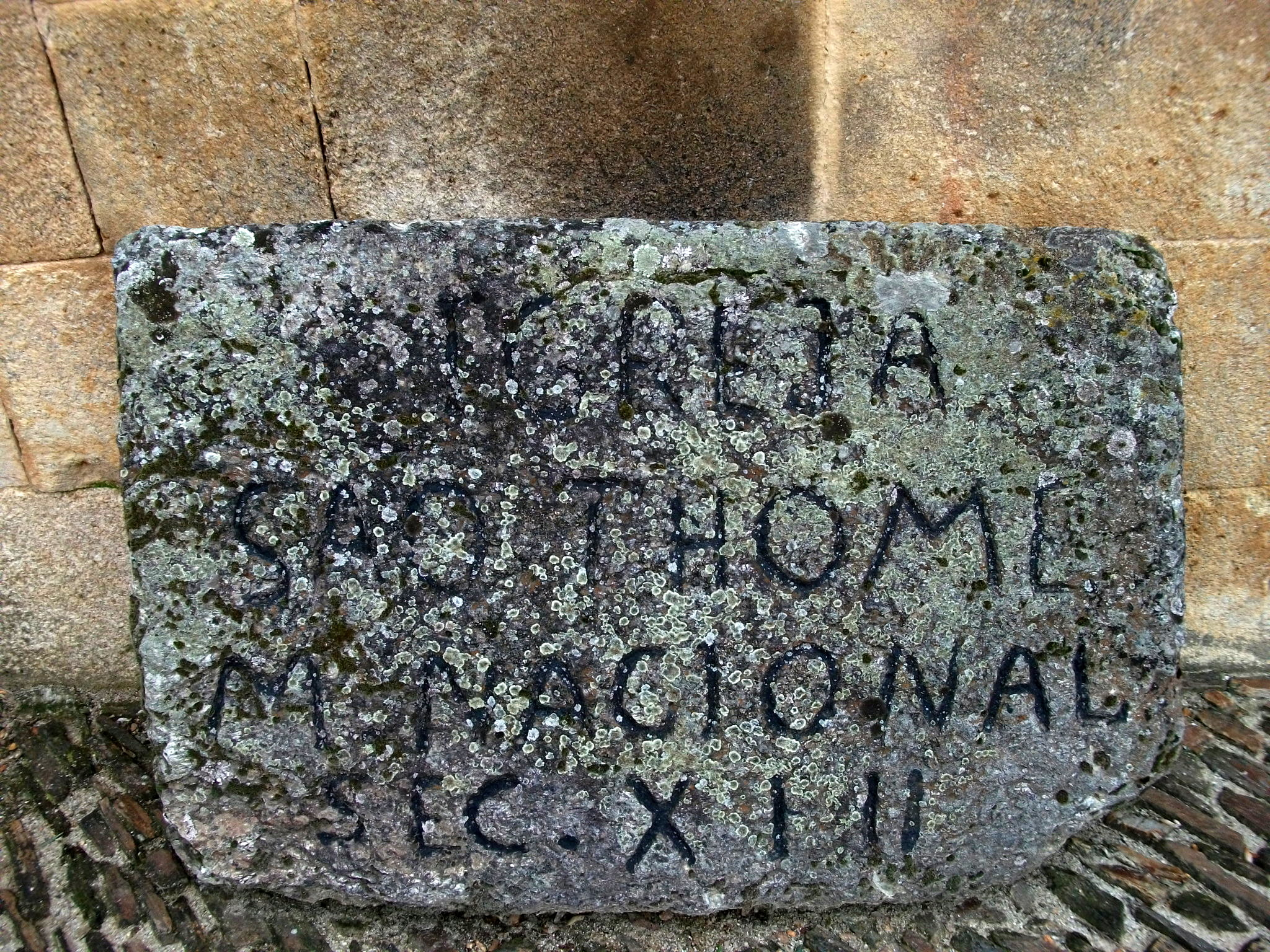
Пам'ятний знак